# 勝利への脱出
『勝利への脱出』（しょうりへのだっしゅつ、英語: Escape to Victory）は、1981年のアメリカ合衆国の戦争・スポーツ映画である。監督はジョン・ヒューストン、出演はシルヴェスター・スタローン、マイケル・ケインなど。
第二次世界大戦の最中、ドイツの捕虜となっていた連合軍兵士とドイツ代表との間で行われることになったサッカーの国際試合と、その背後で進められる脱走計画をテーマにしている。

## ストーリー
1943年、第二次世界大戦最中のドイツ南部のゲンズドルフ捕虜収容所。暇を持余し空地でサッカーに興ずる連合国軍捕虜達の姿を見て、ドイツ軍情報将校フォン・シュタイナーはドイツ代表対連合国軍捕虜チームとの親善試合を思いつく。
捕虜のリーダーの一人、コルビー大尉はこの提案を受け入れメンバーの人選に入るが、上官達は裏では試合を利用した大規模な脱走を計画し、コルビーに対しこの計画に加わるよう強く勧めていた。その後、ドイツ軍上層部はこの試合を利用したプロパガンダを企画し、試合会場はドイツ軍による占領下にあったフランスのパリと決定する。
選手の中にはトリニダード・トバゴ出身のテクニシャンのルイス・フェルナンデスも加わり猛特訓を開始する。一方、米軍捕虜のハッチは外部のレジスタンス組織と連絡を取るためにいち早く収容所を脱走するが、連絡係として再び収容所へと舞い戻り、試合にはゴールキーパーとして出場する。
試合は5万人の観客を集めて行われるが連合国チームは審判から不利な判定を受け、中心選手のルイスが相手のファールにより負傷するなど劣勢のまま1-4のスコアで前半を終える。その一方でハーフタイムの間に下水道を使っての脱走の手筈が整うが、コルビーをはじめ多くの選手はサッカー選手としての名誉と誇りを重視しこれを拒む。脱走へと気持ちがはやるハッチだが、コルビーやルイスらの説得に応じて後半戦に挑むことになる。
後半に入り連合国はカルロスやテリーらを軸に反撃に転じ1点差に詰め寄ると、ルイスのオーバーヘッドキックにより4-4の同点とする。連合国の妙技に貴賓席で観戦するシュタイナーは歓喜し拍手を送るが、ドイツ関係者は怪訝そうな顔でそれを見つめる。
一方、終了間際になるとペナルティエリア内で連合国に反則があったとしてドイツにペナルティーキックが与えられる。不可解な判定に対して観客からはブーイングが起こるが、やがてラ・マルセイエーズの歌声へと変わり、ドイツのキックをハッチが阻止すると歓喜に包まれる。興奮した観客はピッチへとなだれ込み連合国の選手を祝福し、選手らはこの混乱に乗じて観客に紛れての脱走を図るのだった。

## キャスト
| 氏名                       | 配役                         | 備考                             |
| -------------------------- | ---------------------------- | -------------------------------- |
| マイケル・ケイン           | ジョン・コルビー             | イギリス軍大尉、連合軍チーム選手 |
| シルヴェスター・スタローン | ロベルト・ハッチ             | アメリカ軍大尉、連合軍チーム選手 |
| マックス・フォン・シドー   | カール・フォン・シュタイナー | ドイツ軍少佐                     |
| アントン・ディフリング     | 実況アナウンサー             | 同左                             |
| ジョージ・マイケル         | 収容所長                     | 同左                             |
| アーサー・ブラウス         | ルッツ                       | ドイツ軍将校                     |
| ミヒャエル・ヴォルフ       | ラング                       | ドイツ軍将校                     |
| ゲイリー・ウォルドホーン   | ミュラー                     | ドイツ代表コーチ                 |
| ダニエル・マッセイ         | ウォルドロン                 | イギリス軍大佐、捕虜のリーダー   |
| ティム・ピゴット＝スミス   | ローズ                       | イギリス軍大尉、情報収集委員     |
| ジュリアン・ カリー        | シャーロック                 | イギリス軍、脱走作戦委員         |
| クライヴ・メリソン         | 偽造屋                       | イギリス軍大尉                   |
| モーリス・ローヴ           | パイリー                     | イギリス軍                       |
| キャロル・ロール           | ルネ                         | レジスタンス組織メンバー         |
| アミドゥ                   | アンドレ                     | レジスタンス組織メンバー         |

| 氏名                     | 配役                     | 備考           |
| ------------------------ | ------------------------ | -------------- |
| ペレ                     | ルイス・フェルナンデス   | 連合軍チーム   |
| ボビー・ムーア           | テリー・ブレイディ       | 連合軍チーム   |
| ジョン・ウォーク         | アーサー・ヘイズ         | 連合軍チーム   |
| オズワルド・アルディレス | カルロス・レイ           | 連合軍チーム   |
| カジミエシュ・デイナ     | パウル・ヴォウチェク     | 連合軍チーム   |
| セーレン・リンドステッド | エリック・ボルグ         | 連合軍チーム   |
| ポール・ヴァン・ヒムスト | ミシェル・フィルー       | 連合軍チーム   |
| マイク・サマービー       | シド・ハーマー           | 連合軍チーム   |
| ハルヴァル・トーレセン   | グンナー・ヒルソン       | 連合軍チーム   |
| ラッセル・オスマン       | ダグ・クルー             | 連合軍チーム   |
| ケヴィン・オキャラハン   | トニー・ルイス           | 連合軍チーム   |
| コ・プリンス             | ピーター・ファン・ベック | 連合軍チーム   |
| ワーナー・ロス           | バウマン                 | ドイツ代表主将 |
| ローリー・シヴェル       | シュミット               | ドイツ代表GK   |

## 日本語吹替
| 役名                         | 俳優                       | 日本語吹替 |
| 役名                         | 俳優                       | フジテレビ版 |
| ---------------------------- | -------------------------- | --- |
| ロベルト・ハッチ             | シルヴェスター・スタローン | 佐々木功 |
| ジョン・コルビー             | マイケル・ケイン           | 瑳川哲朗 |
| カール・フォン・シュタイナー | マックス・フォン・シドー   | 中村正 |
| ウォルドロン                 | ダニエル・マッセイ         | 大木民夫 |
| レニー                       | キャロル・ロール           | 宗形智子 |
| ルイス・フェルナンデス       | ペレ                       | 寺田誠 |
| 役不明又はその他             |                            | 青野武 伊藤惣一 阪脩 納谷六朗 仁内建之 嶋俊介 平林尚三 村松康雄 安田隆 城山堅 藤城裕士 石森達幸 千田光男 徳丸完 大山高男 石丸博也 滝沢久美子 鈴置洋孝 郷里大輔 山本千鶴 三浦素直 |
|                              |                            | |
| 演出                         |                            | 伊達康将 |
| 翻訳                         |                            | 飯嶋永昭 |
| 調整                         |                            | 丹波晴道 |
| 効果                         |                            | 遠藤堯雄 桜井俊哉 |
| 制作                         |                            | 東北新社 |
| 初回放送                     |                            | 1982年10月9日 『ゴールデン洋画劇場』21:03-23:24 |

## 製作

### 企画・脚本
本作は1942年8月に第二次世界大戦下のウクライナで行われた、ディナモ・キーウの選手を中心に編成された「FCスタルト」対ドイツ空軍の兵士により編成された「フラッケルフ」との親善試合（死の試合 ）をモデルとしている。史実では2試合が行われ5-1、5-3とスタルトの勝利に終わるが、面目を潰されたドイツ軍は報復としてスタルトの選手達をバビ・ヤールなどの強制収容所（スィレーツィ強制収容所）へ送り、多くの選手達が処刑されている。
この試合をモデルとした映画にはハンガリーで1962年に公開された『地獄のハーフタイム』（ハンガリー語: Két félidő a pokolban [ˈke̝ːt ˌfe̝ːlidøː ɒ ˈpokolbɒn]  ケート・フェーリデー・ア・ポコルバン）があり、こちらの作品は史実の結末に近い内容となっている。

### キャスティング
サッカーの王様ことペレや1966 FIFAワールドカップ優勝メンバーのボビー・ムーアといった往年のスター選手や、1978 FIFAワールドカップ優勝メンバーのオズワルド・アルディレスといった現役選手達が多数出演した。ペレは作品内のサッカーシーンにおいてテクニカル・アドバイザーを担当した。これらのスター選手の他に連合国軍チームにはイプスウィッチ・タウンFCの選手、ドイツ代表チームにはニューヨーク・コスモスの2軍選手達がエキストラとして出演した。
俳優陣ではシルベスター・スタローンとマイケル・ケインの2名が実際の試合に選手として出場し、スタローンはアメリカンフットボール経験者という設定でゴールキーパー、ケインはイングランド代表とウェストハム・ユナイテッドFCの名選手だったとの設定でセンターバックを務めた。当初の構想では試合のクライマックスとなるシーンで主役の一人であるスタローンが決勝ゴールを決めることになっていたが、この案はゴールキーパーというポジションの性質上、非現実的であるとして見送られた。

### 撮影
試合会場は1938 FIFAワールドカップ決勝会場のスタッド・オランピック・ドゥ・コロンブという設定だが、撮影はハンガリーで行われ、時代背景を考慮して、照明設備などの近代的な設備の整っていないブダペスト市内のスタジアムが使用された。